# قطعنامه ۴۳۰ شورای امنیت
قطعنامه ۴۳۰ شورای امنیت سازمان ملل متحد که در تاریخ ۳۰ نوامبر ۱۹۷۸ تصویب شد، سندی بین‌المللی دربارهٔ اسرائیل-جمهوری عربی سوریه است. این قطعنامه طی نشست ۲٬۱۰۱ام با ۱۴ موافق، ۰ مخالف و ۰ ممتنع تصویب شد.